# Prijakovci
Prijakovci är en ort i Bosnien och Hercegovina.   Den ligger i entiteten Republika Srpska, i den nordvästra delen av landet, 150 km nordväst om huvudstaden Sarajevo. Prijakovci ligger 253 meter över havet och antalet invånare är 883.
Terrängen runt Prijakovci är platt åt sydost, men åt nordväst är den kuperad. Runt Prijakovci är det ganska tätbefolkat, med 67 invånare per kvadratkilometer.. Närmaste större samhälle är Banja Luka, 12,1 km söder om Prijakovci. 
Omgivningarna runt Prijakovci är en mosaik av jordbruksmark och naturlig växtlighet.